# Championnat de Croatie de football 2016-2017
Navigation
Saison 2015-2016 Saison 2017-2018
La saison 2016-2017 du Championnat de Croatie de football est la 26e édition de la première division croate. Elle oppose les dix meilleurs clubs de Croatie en une série de trente-six journées.
Lors de cette saison, le Dinamo Zagreb défend son titre face à neuf autres équipes dont un promu de deuxième division.

## Participants
Légende des couleurs
- 2e tour de qualification pour champions de la Ligue des champions 2016-2017
- 3e tour de qualification de la Ligue Europa 2016-2017
- 2e tour de qualification de la Ligue Europa 2016-2017
- 1er tour de qualification de la Ligue Europa 2016-2017
- Promu de deuxième division

| Club                 | Se maintient depuis | Classement 2015-2016 | Entraîneur       | Depuis | Stade              | Capacité théorique |
| -------------------- | ------------------- | -------------------- | ---------------- | ------ | ------------------ | ------------------ |
| Dinamo Zagreb        | 1992                | 1                    | Zlatko Kranjčar  | 2016   | Stade Maksimir     | 38 079             |
| HNK Rijeka           | 1992                | 2                    | Matjaž Kek       | 2013   | Stade Rujevica     | 6 011              |
| HNK Hajduk Split     | 1992                | 3                    | Marijan Pušnik   | 2016   | Stade de Poljud    | 34 448             |
| NK Lokomotiva Zagreb | 2009                | 4                    | Valentin Barišić | 2016   | Stade Kranjčević   | 8 850              |
| NK Inter Zaprešić    | 2015                | 5                    | Samir Toplak     | 2014   | Stade ŠRC Zaprešić | 5 228              |
| RNK Split            | 2010                | 6                    | Goran Sablić     | 2015   | Stade Park Mladeži | 4 075              |
| NK Slaven Belupo     | 1996                | 7                    | Željko Kopić     | 2015   | Stade Gradski      | 3 134              |
| NK Osijek            | 1992                | 8                    | Zoran Zekić      | 2015   | Stade Gradski vrt  | 22 050             |
| NK Istra 1961        | 2009                | 9                    | Andrej Panadić   | 2016   | Stade Aldo Drosina | 8 923              |
| HNK Cibalia          | 2016                | 1 (D2)               | Stanko Mršić     | 2016   | Stade HNK Cibalia  | 10 000             |

## Compétition

### Classement
Le classement est établi sur le barème de points classique (victoire à 3 points, match nul à 1, défaite à 0). Pour départager les égalités, on tient d'abord compte des points en confrontations directes, puis de la différence de buts en confrontations directes, puis de la différence de buts générale, puis du nombre de buts marqués et enfin du nombre de point de fair-play.
| Rang | Équipe            | Pts | J  | G  | N  | P  | Bp | Bc | Diff |
| ---- | ----------------- | --- | -- | -- | -- | -- | -- | -- | ---- |
| 1    | HNK Rijeka C      | 88  | 36 | 27 | 7  | 2  | 71 | 23 | +48  |
| 2    | Dinamo Zagreb T   | 86  | 36 | 27 | 5  | 4  | 68 | 24 | +44  |
| 3    | Hajduk Split      | 69  | 36 | 20 | 9  | 7  | 70 | 31 | +39  |
| 4    | NK Osijek         | 66  | 36 | 20 | 6  | 10 | 52 | 37 | +15  |
| 5    | Lokomotiva Zagreb | 44  | 36 | 12 | 8  | 16 | 41 | 38 | +3   |
| 6    | Istra 1961        | 39  | 36 | 10 | 9  | 17 | 33 | 49 | -16  |
| 7    | Slaven Belupo     | 38  | 36 | 9  | 11 | 16 | 36 | 45 | -9   |
| 8    | Inter Zaprešić    | 28  | 36 | 5  | 13 | 18 | 26 | 57 | -31  |
| 9    | HNK Cibalia P     | 21  | 36 | 4  | 9  | 23 | 26 | 79 | -53  |
| 10   | RNK Split         | 18  | 36 | 3  | 9  | 24 | 12 | 52 | -40  |

|  | Qualification pour le deuxième tour de qualification de la Ligue des champions 2017-2018 |
|  | Qualification pour le troisième tour de qualification de la Ligue Europa 2017-2018       |
|  | Qualification pour le deuxième tour de qualification de la Ligue Europa 2017-2018        |
|  | Qualification pour le premier tour de qualification de la Ligue Europa 2017-2018         |
|  | Qualification pour les barrages de relégation                                            |
|  | Relégation en deuxième division                                                          |
|  | T : Tenant du titre C : Vainqueur de la Coupe de Croatie P : Promu de D2                 |

Source : PrvaHNL.hr

### Résultats

#### Journées 1 à 18
| Résultats (▼dom., ►ext.) | CIB | DIN | HAJ | INT | IST | LOK | OSI | RIJ | SLA | SPL |
| HNK Cibalia              |     | 0-2 | 0-2 | 3-3 | 1-1 | 1-4 | 0-2 | 0-0 | 0-0 | 1-0 |
| Dinamo Zagreb            | 3-0 |     | 0-0 | 2-1 | 1-1 | 3-1 | 0-1 | 1-1 | 1-1 | 1-0 |
| Hajduk Split             | 6-1 | 0-4 |     | 2-0 | 4-0 | 1-0 | 1-0 | 2-4 | 4-0 | 2-1 |
| Inter Zaprešić           | 1-0 | 0-1 | 1-1 |     | 2-2 | 2-1 | 0-2 | 1-1 | 1-1 | 2-0 |
| Istra 1961               | 3-2 | 1-2 | 0-0 | 4-1 |     | 1-1 | 0-1 | 0-2 | 0-0 | 1-0 |
| Lokomotiva Zagreb        | 4-0 | 0-1 | 0-2 | 0-1 | 2-1 |     | 2-3 | 0-2 | 0-2 | 0-0 |
| NK Osijek                | 2-0 | 0-2 | 1-1 | 1-1 | 1-1 | 1-0 |     | 0-1 | 1-0 | 3-0 |
| HNK Rijeka               | 2-0 | 5-2 | 2-1 | 1-0 | 4-1 | 1-0 | 3-0 |     | 2-0 | 2-0 |
| Slaven Belupo            | 3-2 | 0-1 | 2-1 | 2-0 | 2-0 | 2-3 | 2-3 | 0-0 |     | 0-0 |
| RNK Split                | 2-2 | 0-1 | 0-1 | 0-0 | 0-3 | 0-2 | 1-1 | 0-3 | 3-0 |     |

Source : PrvaHNL.hr

#### Journées 19 à 36
| Résultats (▼dom., ►ext.) | CIB | DIN | HAJ | INT | IST | LOK | OSI | RIJ | SLA | SPL |
| HNK Cibalia              |     | 1-2 | 1-2 | 1-1 | 0-2 | 1-1 | 1-1 | 0-3 | 3-1 | 1-0 |
| Dinamo Zagreb            | 6-0 |     | 0-2 | 2-0 | 2-1 | 3-1 | 2-1 | 5-2 | 1-0 | 4-0 |
| Hajduk Split             | 3-0 | 0-1 |     | 6-0 | 4-0 | 1-1 | 5-1 | 1-1 | 1-1 | 5-2 |
| Inter Zaprešić           | 1-1 | 0-3 | 1-3 |     | 0-3 | 0-0 | 2-2 | 1-2 | 1-1 | 1-0 |
| Istra 1961               | 1-2 | 0-3 | 0-2 | 1-0 |     | 1-0 | 1-3 | 1-1 | 0-0 | 1-0 |
| Lokomotiva Zagreb        | 4-1 | 1-2 | 0-0 | 2-0 | 1-0 |     | 2-0 | 1-0 | 2-1 | 3-0 |
| NK Osijek                | 2-0 | 0-1 | 2-1 | 2-1 | 2-0 | 1-0 |     | 2-3 | 3-0 | 4-0 |
| HNK Rijeka               | 4-0 | 1-1 | 2-0 | 2-0 | 1-0 | 2-1 | 2-0 |     | 3-2 | 2-0 |
| Slaven Belupo            | 4-0 | 2-1 | 1-2 | 2-0 | 2-0 | 1-1 | 1-2 | 0-2 |     | 0-1 |
| RNK Split                | 1-0 | 0-1 | 1-1 | 0-0 | 0-1 | 0-0 | 0-1 | 0-2 | 0-0 |     |

Source : PrvaHNL.hr

### Barrages de relégation
À la fin de la saison, des barrages de relégation sur deux matchs opposent le neuvième de la première division au deuxième de deuxième division. Arrivé neuvième, le HNK Cibalia se voit confronté au HNK Gorica et l'emporte sur le score cumulé de 5-1.
| Match aller       | HNK Gorica (D2) | 0 - 2   | (D1) HNK Cibalia     |                                                                         |                                                                         |
| 4 juin 2017 20h00 |                 | (0 - 0) | 52e Mišić · 89e Baša | Stade ŠRC Zaprešić, Zaprešić Spectateurs : 1 820 Arbitrage : Fran Jović | Stade ŠRC Zaprešić, Zaprešić Spectateurs : 1 820 Arbitrage : Fran Jović |
| 4 juin 2017 20h00 | Rapport         |         |                      | Stade ŠRC Zaprešić, Zaprešić Spectateurs : 1 820 Arbitrage : Fran Jović | Stade ŠRC Zaprešić, Zaprešić Spectateurs : 1 820 Arbitrage : Fran Jović |

| Match retour      | HNK Cibalia (D1)                    | 3 - 1   | (D2) HNK Gorica |                                                                        |                                                                        |
| 7 juin 2017 20h00 | Baša 22e · Glavica 58e · Vitaić 89e | (1 - 1) | 40e Pejić       | Stade HNK Cibalia, Vinkovci Spectateurs : 1 536 Arbitrage : Ivan Bebek | Stade HNK Cibalia, Vinkovci Spectateurs : 1 536 Arbitrage : Ivan Bebek |
| 7 juin 2017 20h00 | Rapport                             |         |                 | Stade HNK Cibalia, Vinkovci Spectateurs : 1 536 Arbitrage : Ivan Bebek | Stade HNK Cibalia, Vinkovci Spectateurs : 1 536 Arbitrage : Ivan Bebek |